# Michael C. Williams
Michael C. Williams (New York, 25 luglio 1973) è un attore, regista teatrale e insegnante statunitense.

## Biografia
Nato nel Bronx di New York, Williams ha frequentato la high school Westlake a Thornwood, ed ha continuato gli studi frequentando e laureandosi dalla State University of New York at New Paltz.
Esordisce nel 1999 nel film The Blair Witch Project - Il mistero della strega di Blair, nel febbraio del 2000 appare in un episodio della serie televisiva Law & Order, interpretando un uomo la cui ex-moglie aveva ucciso il loro figlio. Nel 2008, inoltre, egli è apparso nel film di fantascienza The Objective.

## Filmografia
- The Blair Witch Project - Il mistero della strega di Blair (The Blair Witch Project), regia di Daniel Myrick e Eduardo Sánchez (1999)
- Altered - Paura dallo spazio profondo (Altered), regia di Eduardo Sánchez (2006)

## Doppiatori italiani
- Fabrizio Vidale in The Blair Witch Project - Il mistero della strega di Blair
- Luigi Ferraro in Altered - Paura dallo spazio profondo